# シノーペー

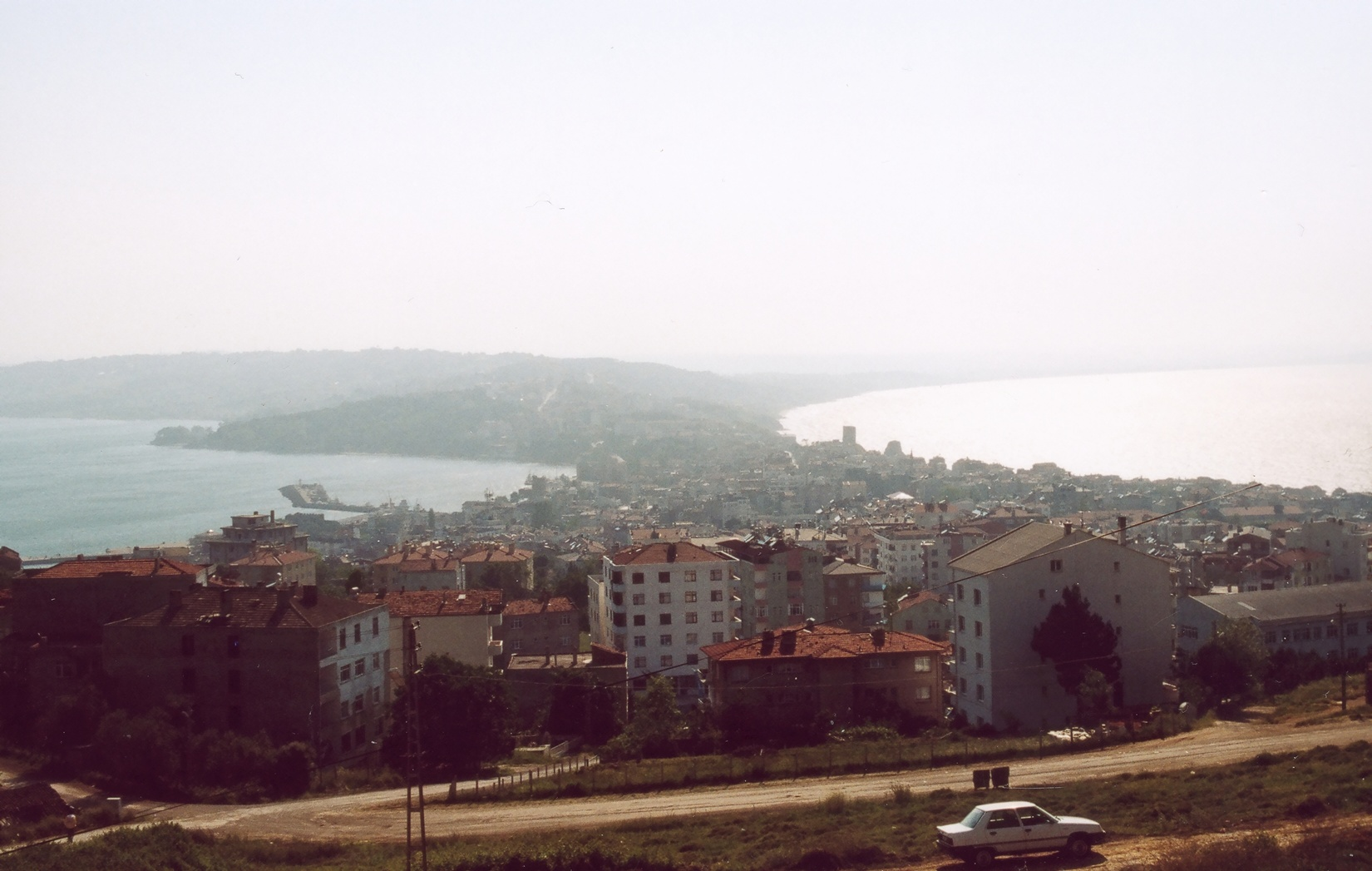
現在のスィノプ

シノーペー (古希: Σινώπη, Sinōpē) は、ギリシア神話の女性である。長母音を省略してシノペとも表記される。黒海南岸の都市シノーペー（現トルコのスィノプ）の名祖とされる。
河神アーソーポスとメトーペーの娘、もしくはアレースとアイギーナの娘。
『アルゴナウティカ』等によると、ゼウスに愛され、シノーペーの地に攫われた。何でも1つ願いをかなえると言われたが、処女性を守ることを願った。そのためゼウスは手を出せず、そのままシノーペーの地に住まわせた。その後、アポローンやハリュスも求愛したが退けられた。
ただしコリンナ等によると、アポローンによりシノーペーの地に攫われ、彼との間に息子シュロス（シリア人と算術の祖）を産んだ。
木星の第9衛星シノーペの名の由来である。